# Зикеев, Игорь Николаевич
Игорь Николаевич Зикеев (2 августа 1925 — 15 мая 2017) — участник Великой Отечественной войны, полный кавалер ордена Славы.

## Биография
Родился 2 августа в 1925 году в Курске. Окончил 9 классов средней школы.
В феврале 1943 года, после освобождения Курска, был призван в Красную Армию. В боях начал участвовать с августа 1943 года. В ноябре 1943 года был ранен близи города Невель (Псковская область). В армию вернулся в январе 1944 года. 26 августа 1944 года во время боев вблизи Пулавы (Польша) подавил вражескую миномётную батарею и две батареи врага. Во время отражения вражеской контратаки автоматным огнём уничтожил двух солдат противника. 11 сентября 1944 года был награждён орденом Славы 3-й степени. 14 января 1945 года во время боя вблизи города Зволень (Польша) Игорь Зикеев уничтожил три вражеских пулемёта и их расчеты и 10 солдат противника. Во время боя был  контужен. Во время боёв на левом берегу Одера (в районе Франкфурт) уничтожил 10 солдат противника. 27 марта 1945 года был награжден орденом Славы 2-й степени.
16 апреля 1945 года во время боев за Кунерсдорф (вблизи Франкфурта), уничтожил две огневые точки врага и несколько солдат противника. 25 апреля 1945 года уничтожил неизвестное число вражеских солдат, зенитную пушку врага и подавил два вражеских пулемёта. 28 апреля 1945 года во время боя за населенный пункт Шверин (вблизи Шторкова) уничтожил 8 вражеских солдат и подавил противотанковое орудие. 15 мая 1946 года был награждён орденом Славы 1-й степени.
Демобилизовался в 1947 году. Работал на строительстве атомного центра «Маяк» (Челябинская область). В 1953 переехал в Курск.
Скончался 15 мая 2017 года. Похоронен на Никитском кладбище в Курске.

## Награды
- Орден Октябрьской Революции;
- Орден Отечественной войны 1-й степени;
- Полный кавалер ордена Славы:
Орден Славы 1-й степени (15 мая 1946 — № 941);
Орден Славы 2-й степени (27 марта 1945 — № 15048);
Орден Славы 3-й степени (11 сентября 1944 — № 174424);
- Медаль «За отвагу» (26 мая 1944);
- Медаль «В ознаменование 100-летия со дня рождения Владимира Ильича Ленина»;
- Медаль «За победу над Германией в Великой Отечественной войне 1941—1945 гг.»;
- Юбилейная медаль «Двадцать лет Победы в Великой Отечественной войне 1941—1945 гг.»;
- Юбилейная медаль «Тридцать лет Победы в Великой Отечественной войне 1941—1945 гг.»;
- Юбилейная медаль «Сорок лет Победы в Великой Отечественной войне 1941—1945 гг.»;
- Медаль «За взятие Берлина»;
- Медаль «За освобождение Варшавы»;
- Юбилейная медаль «50 лет Победы в Великой Отечественной войне 1941—1945 гг.»;
- Юбилейная медаль «60 лет Победы в Великой Отечественной войне 1941—1945 гг.»;
- Юбилейная медаль «65 лет Победы в Великой Отечественной войне 1941—1945 гг.»;
- Юбилейная медаль «70 лет Победы в Великой Отечественной войне 1941—1945 гг.»;
- Медаль «Ветеран труда»;
- Юбилейная медаль «50 лет Вооружённых Сил СССР»;
- Юбилейная медаль «60 лет Вооружённых Сил СССР»;
- Юбилейная медаль «70 лет Вооружённых Сил СССР»
- также ряд прочих медалей.